# Acacia hildebrandtii
Acacia hildebrandtii é uma espécie de leguminosa do gênero Acacia, pertencente à família Fabaceae.